# Sommer-Paralympics 2016/Teilnehmer (Guinea-Bissau)
| stlisierte Goldmedaille | stlisierte Silbermedaille | stlisierte Bronzemedaille |
| ----------------------- | ------------------------- | ------------------------- |
| —                       | —                         | —                         |

Guinea-Bissau entsandt einen Athleten zu den Paralympischen Sommerspielen 2016 in Rio de Janeiro, den Leichtathleten Cesar Lopes Cardoso. Dieser war im 100m-F57-Lauf qualifiziert, trat jedoch nicht an und konnte entsprechend keine Medaille gewinnen.

## Teilnehmer nach Sportart

### Leichtathletik
| Männer              |          |                  |                  |                  |                  |                  |                  |                  |
| Cesar Lopes Cardoso | 100m F57 | nicht angetreten | nicht angetreten | nicht angetreten | nicht angetreten | nicht angetreten | nicht angetreten | nicht angetreten |